# Ramakien
Le Ramakien (en thaï : รามเกียรติ์, Gloire de Rama) est l'épopée nationale thaïlandaise. C'est une variante de l'épopée indienne du Ramayana qui en conserve la trame narrative générale, mais transpose l'histoire dans un contexte géographique et culturel thaïlandais. 

## Histoire du texte
C'est sous le roi Rama Ier, dit « le Grand » (règne 1782 - 1809), que le Ramakien prend sa forme définitive. Toutefois, il en existe des fragments qui datent de l'époque d'Ayutthaya (1351 – 1767). Durant cette période en effet, ce qu'on appelait alors le Siam adopte de nombreuses coutumes et traditions khmères, dont notamment l'écriture et sans doute le Ramayana. La version khmère de l'épopée utilisée du VIIIe au XIIIe siècle, venait sans doute elle-même de Java, où des versions existent depuis le IXe siècle.

## Dans les arts
On trouve des représentations peintes du Ramakien dans le Wat Phra Kaew (« temple du Bouddha d'émeraude »), plus important temple bouddhique de Thaïlande[réf. souhaitée], dans le centre historique de Bangkok. D'autre part, la plupart des spectacles de danse thaïlandaise Khon sont des mises en scène d'épisodes du Ramakien.

## Galerie
Choix de peintures illustrant la légende du Ramakien dans le Temple du Bouddha d'émeraude (Wat Phra Kaew) à Bangkok.

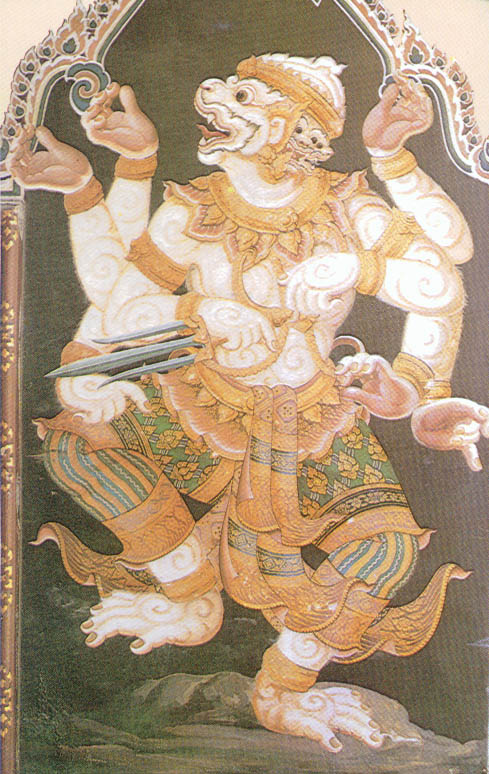
Hanuman, ami de Phra Ram.
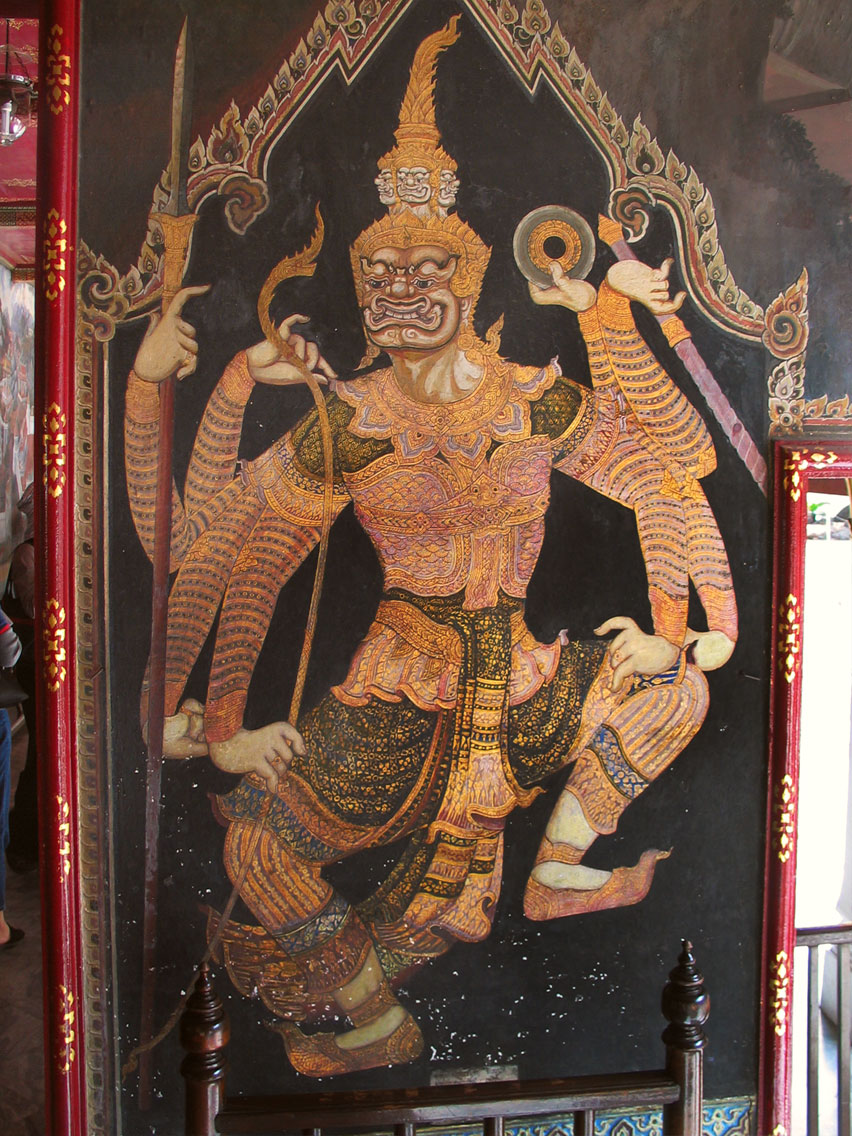
Thotsakan (Ravana), ennemi de Phra Ram.
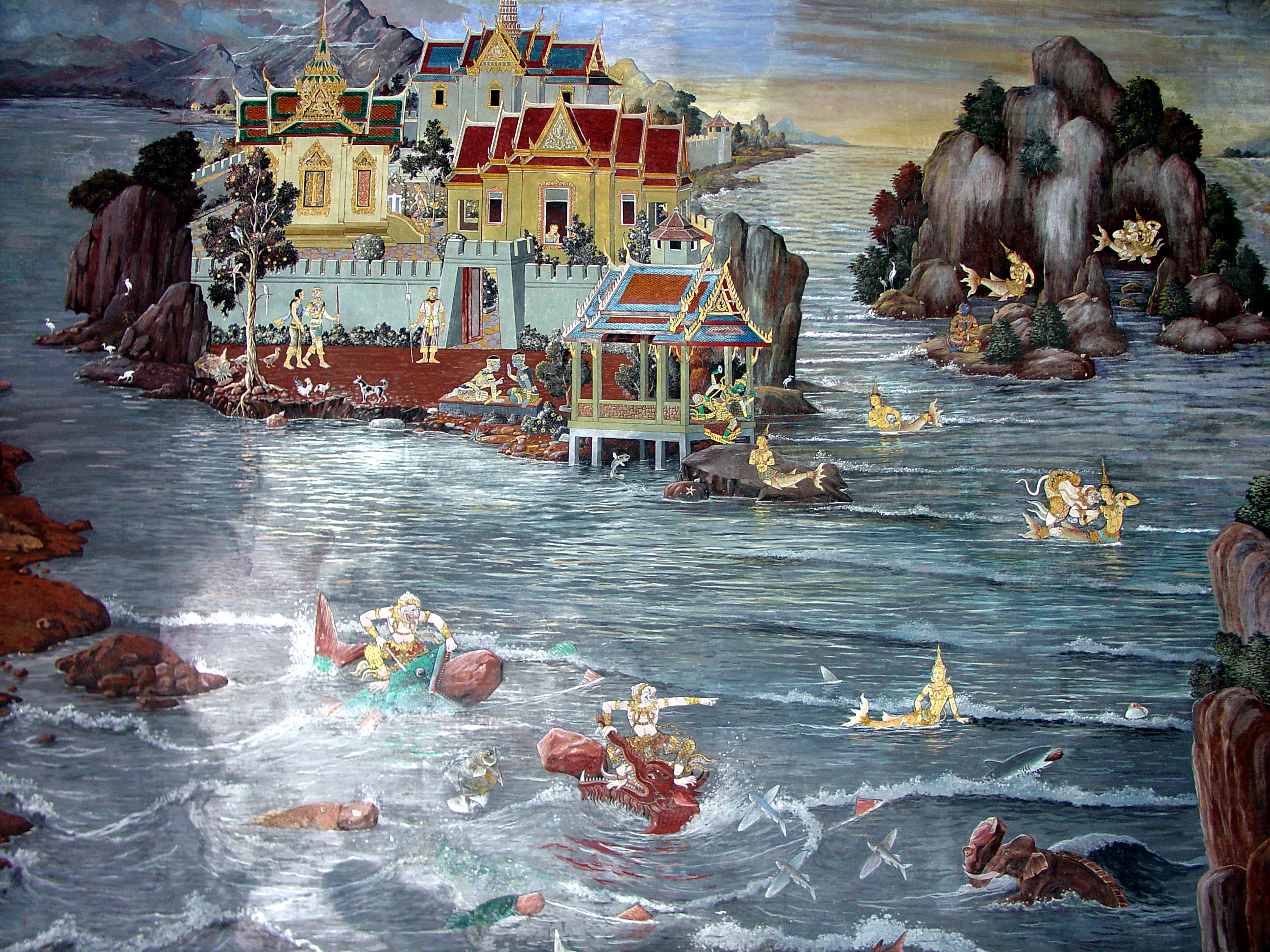
L'armée des singes, aidée par la reine de l'océan Austral (Guanyin) et ses sujets, construit un pont de pierre entre l'Inde et Lanka.
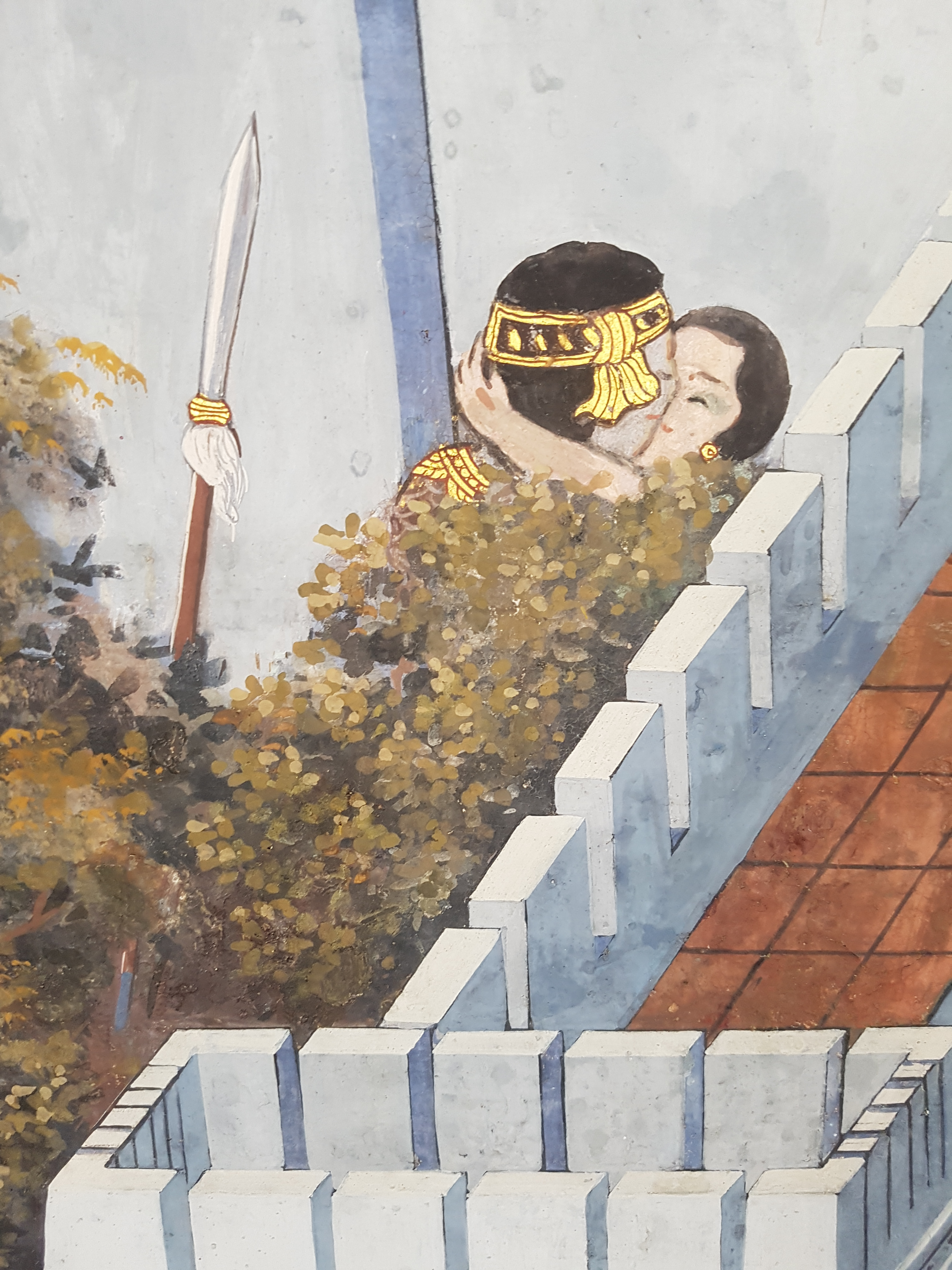
Un garde démon qui laisse son travail pour un autre but...
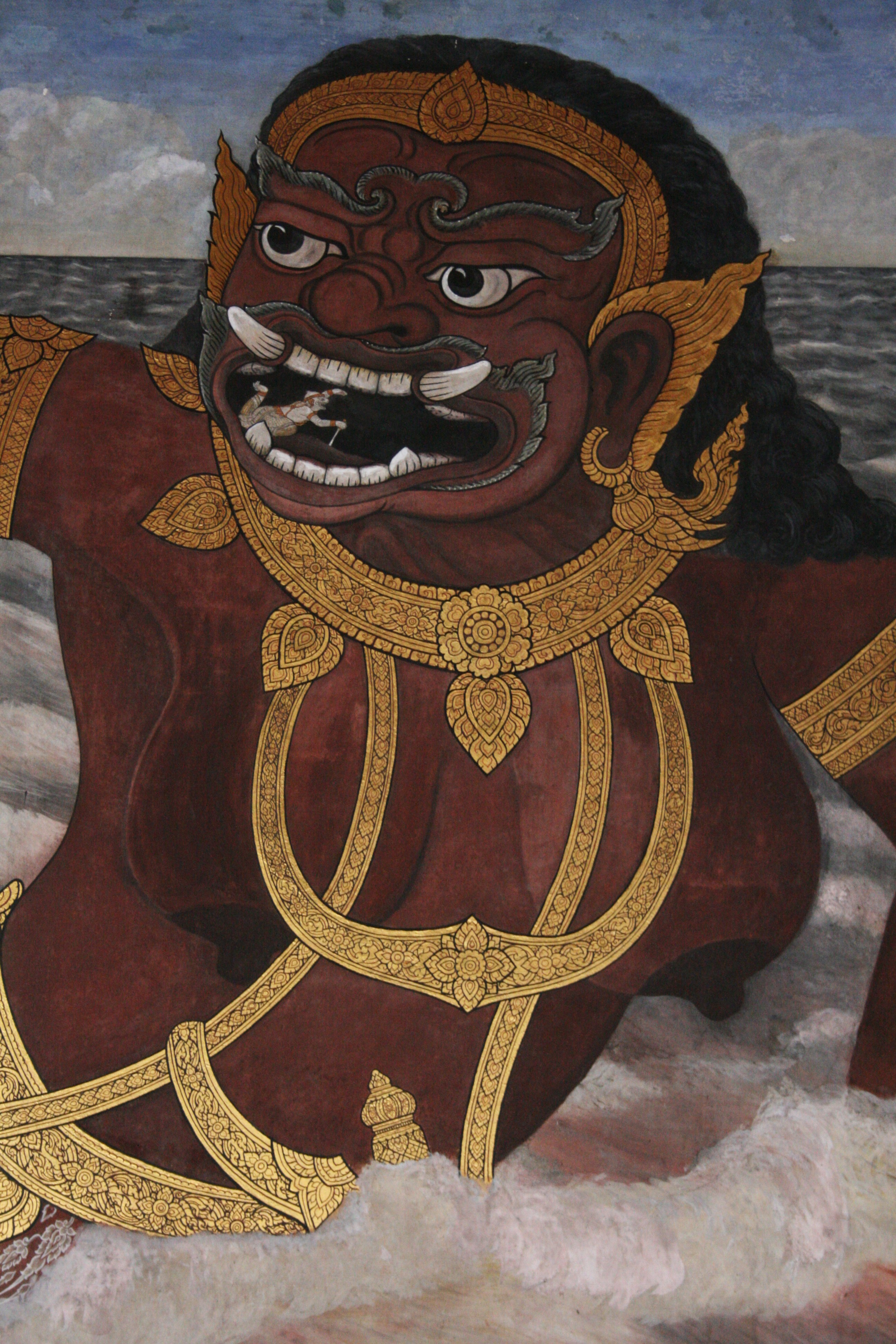
Hanumân vole dans la bouche de l'ogre marin Surasa, protecteur de la mer de Lanka.
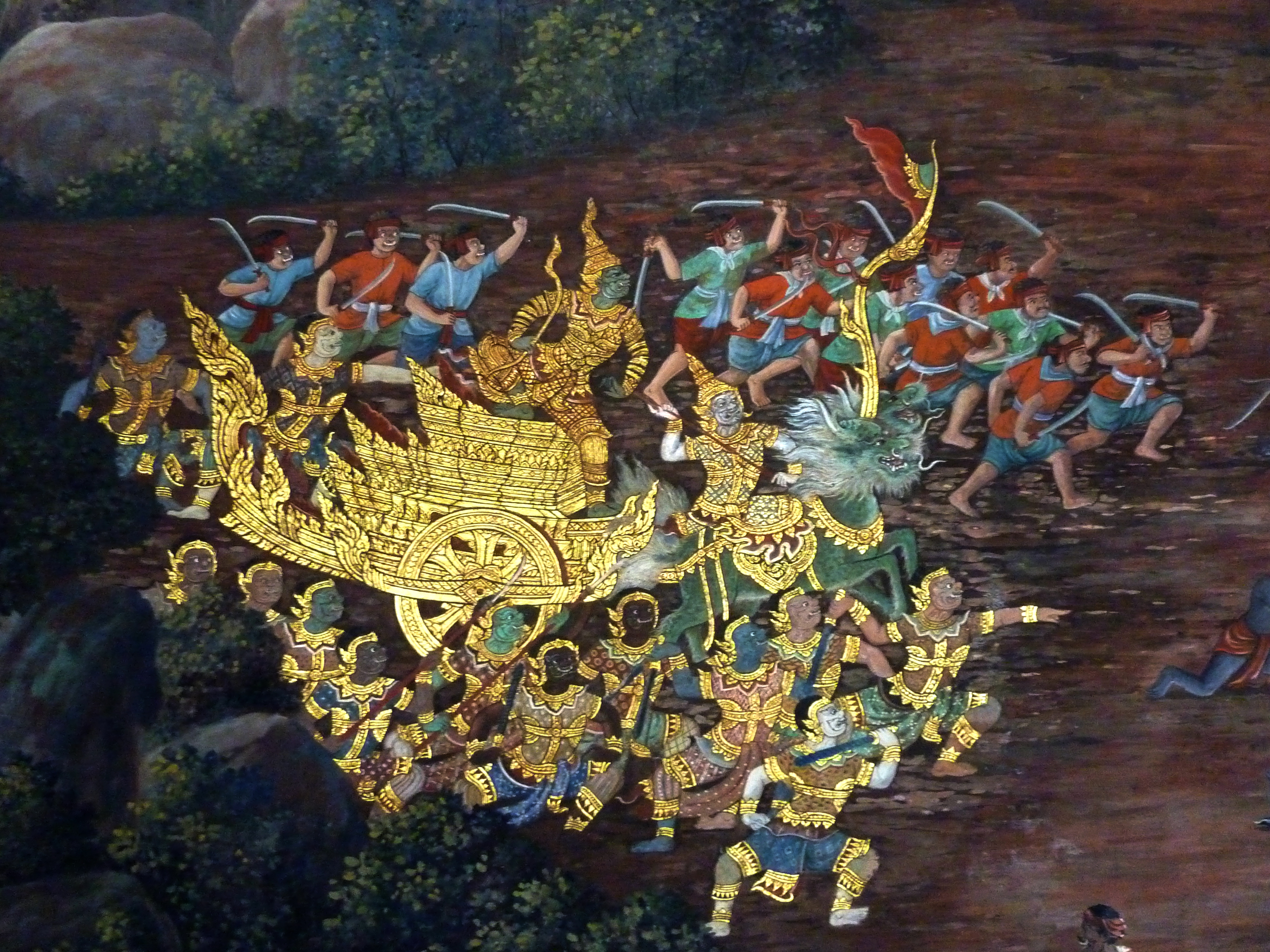
Phra Rama tue Mangkorn Kan (Dragon Kan). Peinture restaurée entre 1930 et 1932 sous la responsabilité de Hem Vejakorn.

## Notes et références

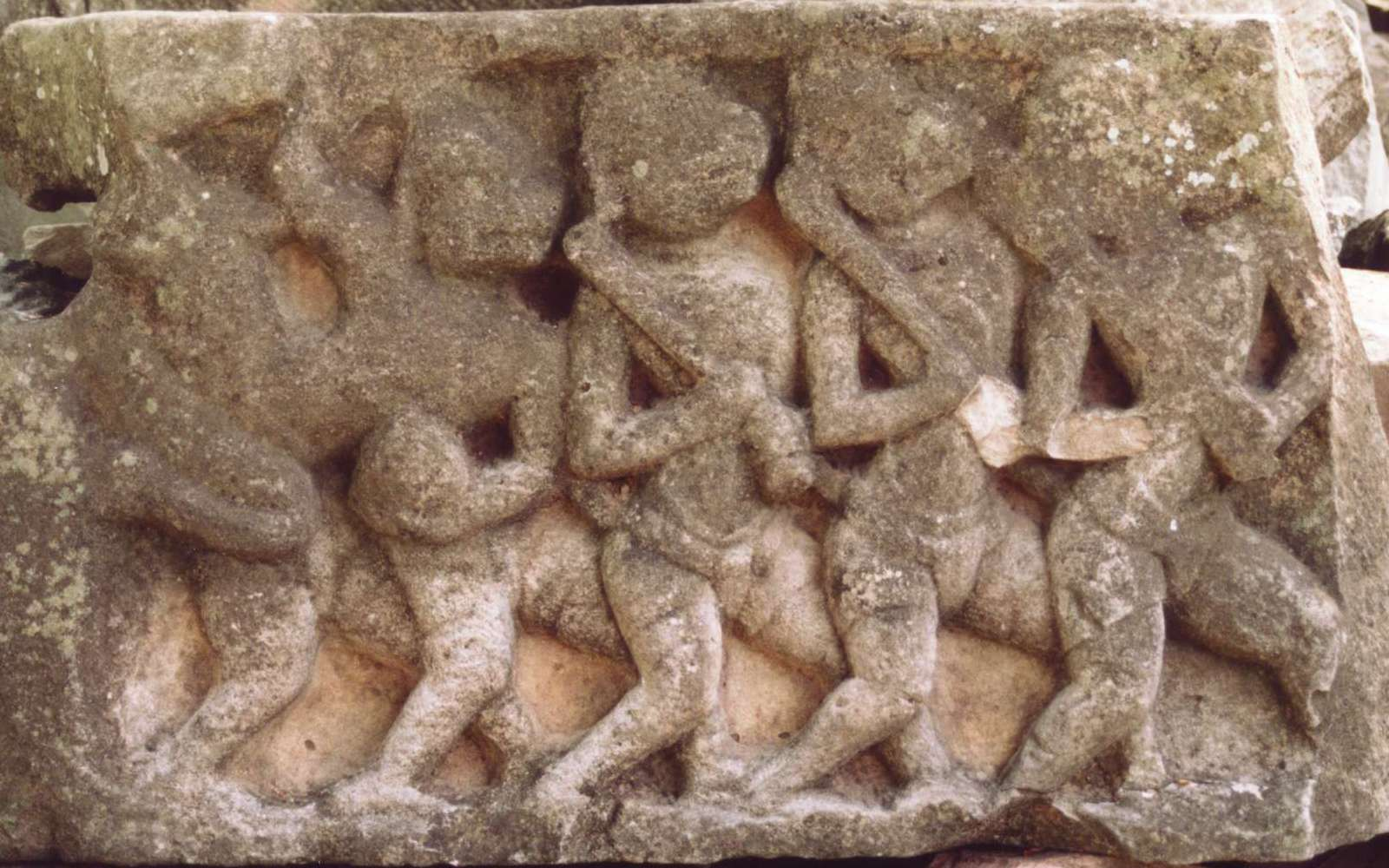
L'armée des singes du Râmâyana. Relief khmer du Prasat Hin Phimai (Thaïlande, province de Nakhon Ratchasima)

#### Traductions
- Jean Marcel, Sous le signe du singe, Montréal, Éditions de l'Hexagone, 2001, 182 p. (ISBN 978-2-890-06670-0)Reconstruction, dans une version très libre, du Ramakien
- Jean Marcel, Ramakien. Sous le signe du singe, Pondichéry, Éditions de l'Hexagone, 2013, 200 p. (ISBN 978-2-842-68215-6)

#### Études
- (en) K. R. S. Srinivasa Iyengar (en) (Ed.), Asian Variations In Ramayana, New Delhi, Sahytia Akademi, 1983, xii + 358 (lire en ligne)